# The In Between
Pour plus de détails, voir Fiche technique et Distribution.
The In Between est un film romantique fantastique américain réalisé par Arie Posin, sorti en 2022 sur le service Paramount+ (États-Unis) et Netflix (International).
Adapté du roman éponyme écrit par Marc Klein, le film met en scène, Joey King et Kyle Allen, dans une histoire d'amour sur une jeune femme qui communique avec l'esprit de son petit ami décédé.

## Synopsis
Après avoir perdu son grand amour dans un tragique accident, Tessa qui a le cœur brisé se met à croire qu'il lui envoie des signes d'outre-tombe.

## Fiche technique
Sauf indication contraire, les informations mentionnées dans cette section peuvent être confirmées par la base de données cinématographiques IMDb,  présente dans la section « Liens externes ».
- Titre original : The In Between
- Réalisation : Arie Posin
- Scénario : Marc Klein, d'après son roman du même nom The In Between
- Musique : J. J. Pfeifer
- Décors : Jeannine Oppewall
- Photographie : Brendan Galvin
- Montage : Zach Staenberg
- Production : Joey King, Robbie Brenner et Andrew Deane
  - Production déléguée : Jamie King et Marc Klein
  - Coproduction : Jamie Marshall et Gregor Wilson
- Sociétés de production : Industry Entertainment et Paramount Players
- Société de distribution : Paramount+ (États-Unis) et Netflix (International)
- Pays de production :  États-Unis
- Langues originales : anglais
- Format : couleur
- Genre : romance, drame, fantastique, teen movie
- Durée : 115 minutes
- Dates de sortie :
  - États-Unis : 11 février 2022 (sur Paramount+)
  - International : 8 avril 2022 (sur Netflix)

## Distribution
- Joey King (VF : Camille Timmerman) : Tessa
- Kyle Allen (VF : Martin Faliu) : Skylar

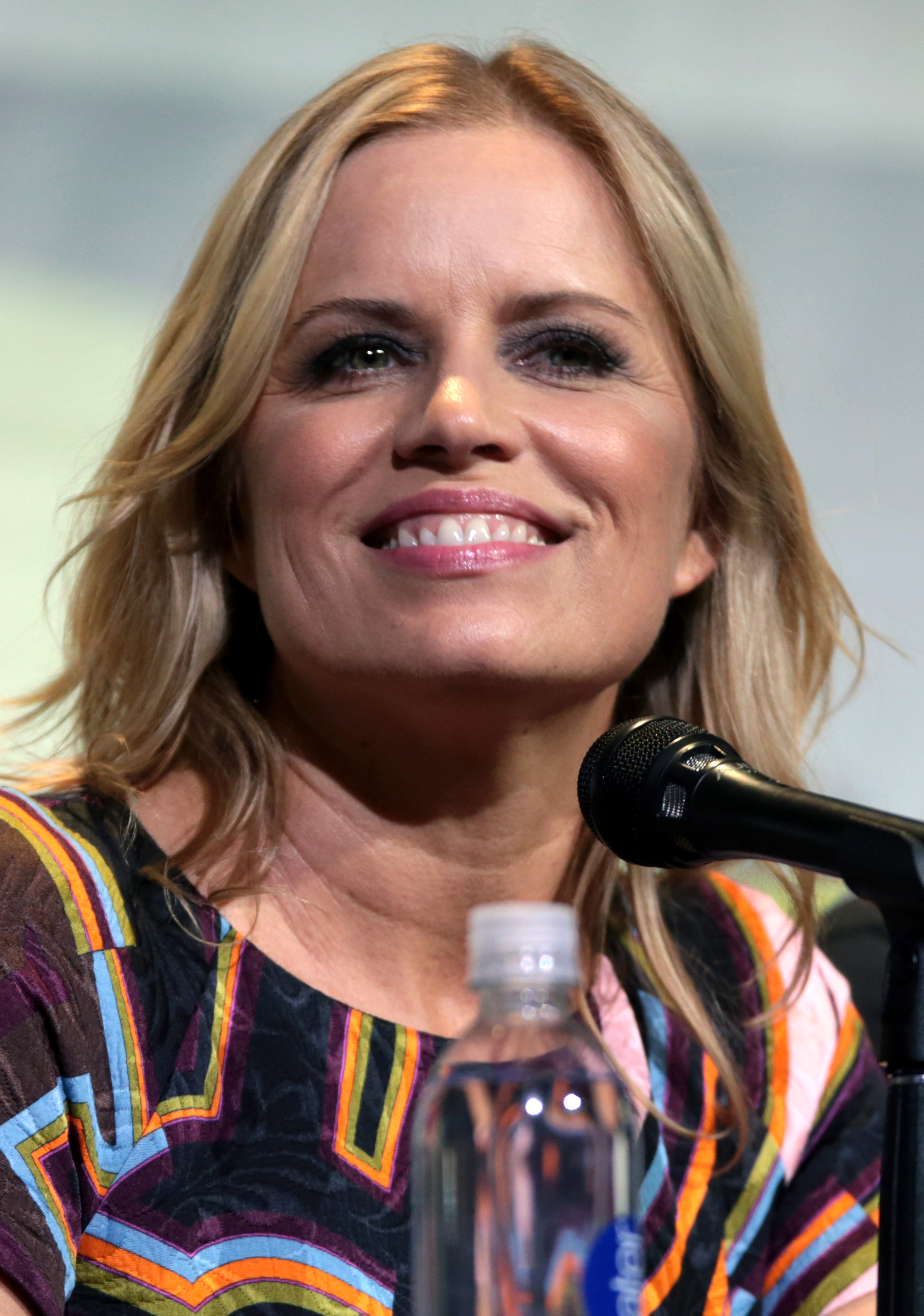
Kim Dickens (VF : Juliette Degenne) : Vickie
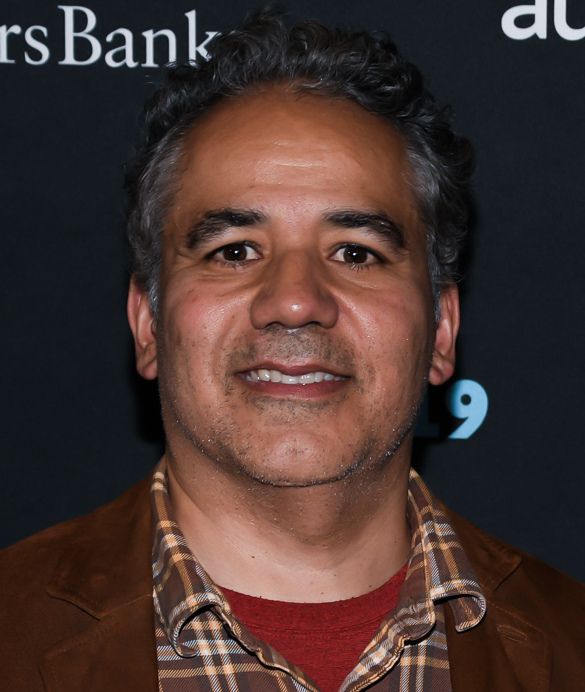
John Ortiz (VF : Jean-Alain Velardo) : Mel
- Celeste O'Connor (VF : Aurélie Konaté) : Shannon
- Donna Biscoe (en) (VF : Cathy Cerda) : Doris
- April Parker Jones (en) (VF : Annie Milon) : Jasmine
- Drake Rodger : Judd

- Kim Dickens
- John Ortiz

 Source et légende : version française (VF) sur RS Doublage

## Production

### Développement
Le 24 février 2021, il a été annoncé qu'Arie Posin réalisera un film pour Paramount+. Le même jour, Joey King et Kyle Allen sont annoncés pour la distribution principale du film aux côtés de John Ortiz et Kim Dickens.
En avril 2021, April Parker Jones (en), Celeste O'Connor et Donna Biscoe (en) ont été révélées comme faisant partie du casting du film.
Le film est sorti aux États-Unis le 11 février 2022 sur Paramount+ et le 8 avril 2022 à l'International sur Netflix,.

### Tournage
Quelques scènes ont été tournées à Tybee Island et à Dallas en Géorgie mais la quasi-totalité du tournage s'est déroulée à Los Angeles entre mars et mai 2021.